# Улих, Иво
Иво Улих (чеш. Ivo Ulich; 9 сентября 1974, Опочно, ЧССР) — чехословацкий и чешский футболист, полузащитник. Наиболее известен по своим выступлениям в Бундеслиге за «Боруссия Мёнхенгладбах», а также чешскую «Славию (Прага)». В 1995 году он выиграл премию «Футболист года в Чехии» в номинации «Талант года». Завершил игровую карьеру в 2008 году, выступая за «Динамо Дрезден». После завершения карьеры занял должность скаута в этом же клубе.

## Карьера в сборной
На национальном уровне Улих провел 8 матчей, и забил один гол. В составе сборной стал обладателем бронзовых медалей на Кубке конфедераций 1997.

## Достижения
«Градец-Кралове»
- Обладатель Кубока Чехии по футболу (1) 1995.

«Славия (Прага)»
- Обладатель Кубока Чехии по футболу (2) 1997, 1999.

Сборная Чехии
- Бронзовый призёр Кубка конфедераций: 1997